# Герб Анивского городского округа
Герб муниципального образования «Ани́вский городской округ» Сахалинской области Российской Федерации является опознавательно-правовым знаком, служащим официальным символом муниципального образования.

## Описание
Геральдическое описание (блазон):
В лазоревом поле над зелёной включённой скошенной слева оконечностью - серебряная чайка, летящая вправо с воздетыми и распростертыми крыльями.
Герб Анивского городского округа в соответствии с Методическими рекомендациями по разработке и использованию официальных символов муниципальных образований (Раздел 2, Глава VIII, п.п. 45-46), утверждёнными Геральдическим советом при Президенте Российской Федерации 28 июня.2006 года может воспроизводиться со статусной короной установленного образца.
Герб разработан при содействии Союза геральдистов России.
Идея герба: Виктор Ковпаев (Анива); геральдическая доработка: Константин Моченов (Химки); художник и компьютерный дизайн: Оксана Афанасьева (Москва); обоснование символики: Кирилл Переходенко (Конаково).
Герб утверждён Решением № 181 Собрания Анивского городского округа (двадцать пятая сессия пятого созыва (внеочередная) от 5 мая 2011 года. .
Герб внесен Государственный геральдический регистр Российской Федерации под № 6918.

## Обоснование символики
Герб Анивского городского округа языком символов и аллегорий отражает природно-географические и экономические особенности муниципального образования.
Анивский городской округ расположен на юге острова Сахалин, при впадении реки Лютоги, в бухту Лососей (залив Анива). Композиция герба указывает на географическое положение городского округа, а также аллегорически отражают развитую рыбную отрасль - здесь ведется промышленная добыча горбуши, кеты; работают рыбопромысловые участки и предприятия.
Летящая чайка - символ полета, стремительности, целеустремленности.
Серебро - символ чистоты, совершенства, мира и взаимопонимания.
Зелёный цвет - символ природы, здоровья, молодости жизненного роста в гербе символизирует плодородные почвы, подходящие для ведения сельского хозяйства.
Голубой цвет - символ чести, благородства, духовности; цвет водных просторов и бескрайнего неба.

## История
18 сентября 2002 года Решением Собрания № 129 «Об утверждении Положения «О Гербе  муниципального образования «Анивский район» был утверждён первый герб района. Для разработки символов района в июне 2002 года был объявлен конкурс. Победителем конкурса стал проект художника-дизайнера Дома детского творчества Виктора Ковпаева. 
Герб имел следующее описание: 
Герб Анивского городского округа представляет собой четырехугольный, с закругленными нижними углами, заостренный в оконечности желтый геральдический щит, на переднем плане которого изображена рассечённая надвое ель темно-зеленого цвета, в нижней части между частями ствола ели – изображение рыбы светло-голубого и желтого цвета. В нижней части герба – изображение волн темно-голубого цвета. На заднем плане герба – восходящее солнце на фоне сопок темно-голубого цвета и вышки буровой с горящим факелом светло-голубого цвета. Между основанием сопок и основанием ели – пашня темно-зеленого цвета. По верхнему краю герба – надпись «Анива» голубого цвета.
В 2006 году Анивский район был преобразован в муниципальное образование Анивский городской округ. 
В 2011 году по предложению Союза геральдистов России был принят новый герб городского округа, составленный по рисунку флага Анивского района, утверждённого в 2002 году.